# サニー・ケイム・ホーム
「サニー・ケイム・ホーム」は、アメリカ合衆国のミュージシャンであるショーン・コルヴィンのフォークロック・ソングである。この曲はコルヴィンの1996年のコンセプト・アルバム『A Few Small Repairs』のテーマ曲で、1997年6月24日にCDシングルとして発売された。

## 解説
歌の内容は、過去を捨てるために自分の家を焼き払うサニーという女性の物語である。この曲は、コルヴィンが『A Few Small Repairs』のために実験的に制作した「ストーリー・ソング」のうちの1曲である。曲名は、歌詞の最初の部分から由来する。心を落ち着かせる静かな音と、特徴的なマンドリンをかき鳴らすアップビートな音をバックに歌うブリッジの鋭く破壊的な歌詞が対照的である。
曲の終わりには、マッチの点灯が聞こえ、炎を消すための呼吸音が続く。

## チャート・パフォーマンス
「サニー・ケイム・ホーム」はコルヴィンにとって最大のヒット曲である。1998年のグラミー賞では、最優秀レコード賞と最優秀楽曲賞を獲得した。授賞式でコルヴィンの名前が呼ばれた直後、ウータン・クランのラッパーであるオール・ダーティー・バスタードが抗議する演説を行い、式が中断されるトラブルがあった。この曲はアメリカ合衆国のビルボード・ホット100で7位まで上昇し、ホット100・エアプレイ・チャートでは4週間1位を記録し、アダルトコンテンポラリ・チャートで4週間1位を記録した。しかし、ホット100・シングル・セールスチャートでは29位までしか上昇しなかった。

## チャート
| チャート（1997年）                                           | 最高位 |
| ------------------------------------------------------------ | ------ |
| カナダ・シングルチャート                                     | 3      |
| カナダ・アダルトコンテンポラリ・チャート                     | 1      |
| 全英シングルチャート                                         | 29     |
| アメリカ合衆国・ビルボード・ホット100                        | 7      |
| アメリカ合衆国・ビルボード・アダルトコンテンポラリ・チャート | 1      |
| アメリカ合衆国・ビルボード・ポップソング・チャート           | 4      |
| アメリカ合衆国・ビルボード・アダルト・ポップソング・チャート | 1      |

### 年間チャート
| 年間チャート（1997年）                | 順位 |
| ------------------------------------- | ---- |
| アメリカ合衆国・ビルボード・ホット100 | 39   |